# Teorema de Desargues per a feixos de quàdriques
El teorema de Desargues per feixos de quàdriques, o teorema d'involució de Girard Desargues, és un resultat important en el camp de la geometria projectiva.

## Enunciat
Sigui {\displaystyle {\mathcal {F}}} un feix de quàdriques de l'espai projectiu {\displaystyle \mathbb {P} ^{n}} i sigui {\displaystyle {\mathcal {l}}\subset \mathbb {P} ^{n}} una recta que no conté cap punt base (real o imaginari) de {\displaystyle {\mathcal {F}}}. Aleshores, les quàdriques de {\displaystyle {\mathcal {F}}} intersecten sobre {\displaystyle {\mathcal {l}}} en parelles de punts (reals o imaginàries) que corresponen a una involució de {\displaystyle {\mathcal {l}}}.

#### Cas en el pla projectiu
Siguin {\displaystyle p_{1},p_{2},p_{3},p_{4}} quatre punts en el pla projectiu {\displaystyle \mathbb {P} ^{2}} tals que no tres d'ells són colinears. Sigui {\displaystyle {\mathcal {F}}} un feix de còniques tallant aquests quatre punts. Aleshores, per cada recta {\displaystyle {\mathcal {l}}} que no talli cap d'aquests quatre punts, cada cònica de {\displaystyle {\mathcal {F}}}, si interseca {\displaystyle {\mathcal {l}}}, ho farà en un parell de punts que són conjugats sota una involució en {\displaystyle {\mathcal {l}}}.